# Thomas Wentworth, 1. Earl of Strafford

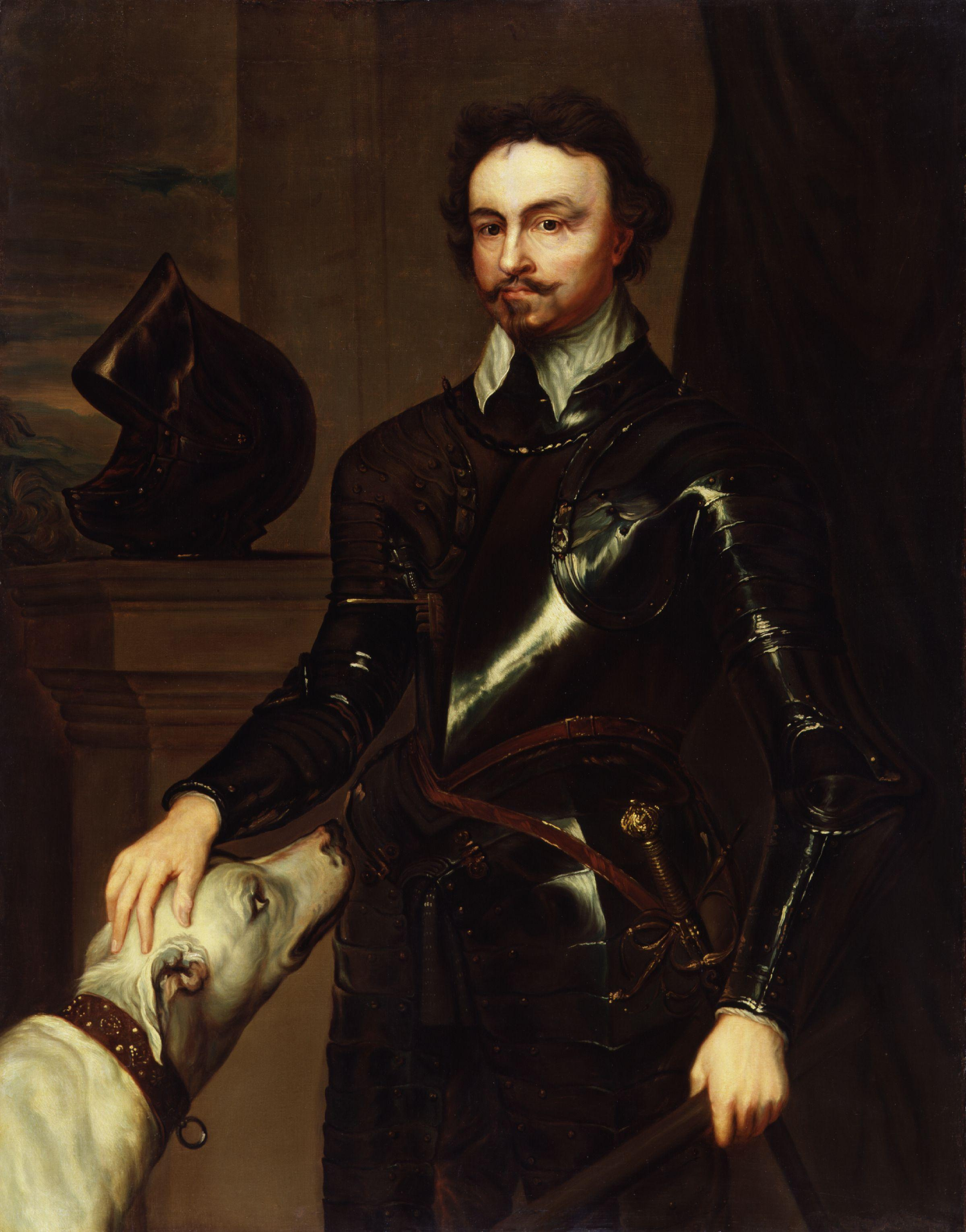
Thomas Wentworth, Earl of Strafford. Porträt von van Dyck (um 1633).
Wentworths Unterschrift:

Wappen des Thomas Wentworth

Thomas Wentworth, 1. Earl of Strafford (* 13. April 1593 in London; † 12. Mai 1641 ebenda) war einer der führenden Politiker im Vorfeld des englischen Bürgerkriegs. Ein Höhepunkt seiner Laufbahn war seine Berufung zum Lord-Statthalter von Irland; noch heute gilt er dort als Symbolfigur eines absoluten englischen Herrschaftsanspruchs. 1640 wurde er von Karl I. zum Earl of Strafford ernannt und avancierte zu einem der einflussreichsten Ratgeber des Königs, der sich zu jener Zeit bemühte, seinen Herrschaftsanspruch durchzusetzen. Als Vertreter des absoluten Königtums verurteilte das Unterhaus ihn 1641 in einer Bill of Attainder zum Tode, obwohl das Oberhaus ihn in einem vorhergehenden Verfahren freigesprochen hatte. 1641 wurde Wentworth enthauptet.

## Die frühen Jahre (1593–1616)
Thomas Wentworth war der Sohn des William Wentworth, Gutsherr von Wentworth Woodhouse in Yorkshire, und dessen Ehefrau Anne, einer Tochter des in Gloucester beheimateten Advokaten Robert Atkinson. Am 20. Juni 1611 konnte sein Vater William sich die Erhebung zum Baronet in der Baronetage of England erwirken, damals vergab König Jakob I. erbliche Baronet-Titel gegen eine feste Gebühr. Ab 1607 studierte Wentworth am Inner Temple und bereitete sich so auf eine Verwaltungskarriere in Nordengland vor.
Auf Betreiben seines Vaters heiratete Wentworth 1611 Lady Mary Clifford, Tochter des Francis Clifford, 4. Earl of Cumberland. Bis zum überraschenden Tod seiner Frau im Jahre 1622 führte Wentworth mit ihr eine harmonische Ehe.
Danach zog Wentworth sich zunächst auf seine Güter in Yorkshire zurück. Der sensible Mann, dessen Gesundheit stets alles andere als robust gewesen war, wurde selbst von heftigen Fieberanfällen geschüttelt.
In der Zeit, in welcher die folgenreiche Spanienreise des Kronprinzen Karl mit George Villiers, 2. Duke of Buckingham erfolgte, nahm Wentworth daher keinen unmittelbaren Anteil an der Politik, so dass er sich auch in dem steten Konflikt zwischen der Königs- und der Parlamentspartei noch nicht exponierte.
Im Jahr 1614 starb Wentworths Vater, wodurch Wentworth dessen Titel als 2. Baronet erbte; seine Mutter Anne war bereits 1611 verschieden. Die Aufgaben, die Wentworth als nunmehriges Familienoberhaupt übernahm, waren nicht unbeträchtlich. Seine Verwaltung des Familienbesitzes und einige hierfür notwendige Prozesse machten ihn in Yorkshire bekannt und bereiteten ihn auf etliche seiner künftigen Aufgaben vor.

## Erste politische Karriere: Parteigänger des Parlaments
In dem Maße, wie Wentworth sich politisch zu betätigen begann, wurde er mehr und mehr der Parlamentspartei zugerechnet. Vor allem als junger Unterhausabgeordneter wurde er bald zu einem der führenden Debattenredner im House of Commons, wobei er die Rechte des Parlaments gegen die Übergriffe der auf Festigung ihrer absolutistischen Herrschaft bedachten Königspartei zu verteidigen trachtete. Die Unterschiede zwischen dem gemäßigten Konservatismus Wentworths und den radikaleren Absichten der Parlamentarier wurden dabei zunächst nicht offenkundig.
Der Kreis, dem Wentworth sich anschloss, führte auch zu persönlichen Bindungen. Vor allem begann Wentworth im Hause John Holles, 1. Earl of Clare, des Vaters von Denzil Holles, zu verkehren. 1625 heiratete Wentworth Arabella, die Tochter Lord Clares. Aus dieser Ehe gingen vier Kinder hervor, darunter der älteste Sohn William, der später zum zweiten Grafen von Strafford avancierte. Lady Arabella starb 1631 im Alter von 22 Jahren: Die Hochschwangere erschreckte sich über ein Insekt, was eine Totgeburt zur Folge hatte, die auch sie nicht überlebte.
Im Mai 1628 erreichte Wentworths politisches Agieren einen ersten für ihn persönlich sehr bedeutsamen Erfolg. Unter seiner maßgeblichen Mitwirkung legte das Parlament König Karl I. die Petition of Right vor, die der König akzeptierte.
Während dieser Erfolg für Wentworths politische Weggefährten nur ein wesentlicher Schritt im Kampf gegen die Krone war, sah Wentworth das Gleichgewicht der politischen Kräfte Englands mit der königlichen Zustimmung wiederhergestellt. Den weiteren, aus seiner Sicht unberechtigten und überzogenen, Forderungen des Unterhauses wollte er nicht mehr folgen. Stattdessen versöhnte er sich mit der Krone und wurde im Juli 1628 von Karl I. zum Baron Wentworth und Baron of Newmarch and Oversley ernannt und gehörte fortan dem House of Lords an. Im Dezember 1628 wurde er weiter zum Viscount Wentworth erhoben.

## Präsident des Rates des Nordens
Nach seiner Aussöhnung mit der Krone gelang es Wentworth, die Aufmerksamkeit des Königs auf die Verhältnisse in der Verwaltung der nordenglischen Provinzen zu richten. Präsident des Rates des Nordens war damals der Earl of Sunderland, der die Geschäfte weitgehend seinem Stellvertreter, Sir John Savile, überließ. Beide waren durch den Herzog von Buckingham protegiert worden. Nach dessen Ermordung durch John Felton jedoch konnte Wentworth in Whitehall aufzeigen, dass vor allem Savile immense Bestechungsgelder aus der katholischen Bevölkerung annahm. Savile und Sunderland wurden daraufhin ihrer Ämter enthoben und an Stelle Sunderlands Wentworth zum Präsidenten des Rates des Nordens ernannt. Die überlieferte Antrittsrede Wentworths vom 30. Dezember 1628 ist zugleich ein politisches Credo des konservativen Politikers. Wentworth führte unter anderem aus:

„Die Fürsten sollten nachsichtige, sorgende Väter ihres Volkes sein; der Untertanen bescheidene Freiheiten und deren gutes Recht müssten in den Augen der Fürsten unverletzlich sein. … Die treuen Diener des Königs müssten beides – Volksrecht und Herrschergewalt – gleichermaßen beachten und in allen ihren Beschlüssen beides miteinander verweben und verknüpfen … Dies ist die Grundlage, die ich mir bei meiner künftigen Verwaltungstätigkeit zu eigen machen werde, und es hat wohl noch nie ein Präsident so wenig erwartet, hingegen in Bezug auf die Sache so hohe Anforderungen gestellt.“

## Dritte Ehe
Im Oktober 1632 heiratete Wentworth erneut, diesmal Elisabeth Rodes, die Tochter seines Nachbarn Godfrey Rodes, der als eifriger Puritaner bekannt war. Vielleicht deswegen wurde die Eheschließung einige Monate geheim gehalten. Aus dieser Ehe stammt die Tochter Margaret. Soweit bekannt, war auch diese dritte Ehe glücklich, jedenfalls lässt sich dies aus dem erhaltenen Teil des Briefwechsels der Ehegatten schließen.
Elisabeth überlebte Wentworth um mehr als vierzig Jahre; sie starb 1688. In seinem letzten Brief aus dem Tower an seinen Sohn und Erben hatte Wentworth diesem die Sorge für die Stiefmutter ausdrücklich aufgetragen.

## Lord-Deputy von Irland
Wentworth wurde im Jahr 1632 zum Lord Deputy von Irland ernannt. Er betrieb dort eine harte, den katholischen Iren aber entgegenkommende Politik. Die Wertschätzung, die Wentworth bei den irischen Katholiken genoss, zeigt sich auch daran, dass die gälischstämmigen Iren nach Wentworths Hinrichtung die Förderung einer antikatholischen Politik durch das englische Parlament fürchteten, in dem die Puritaner großen Einfluss hatten. Im Jahr 1641 begann in Ulster der Aufstand der katholischen Iren.

## Aufstand in Schottland
Im Jahr 1640 führte Wentworth, der im Januar auch die begehrte Earlswürde als Earl of Strafford und den nachgeordneten Titel Baron Raby erhalten hatte, das königliche Heer im Kampf gegen die Schotten. Die Moral des Heeres war allerdings schlecht. Die Schotten überquerten mit ihren Kommandeuren Leslie und Montrose den Tweed und Karls Armee ergriff die Flucht. In kurzer Zeit wurden die Grafschaften Northumberland und Durham überrannt (siehe auch Schlacht von Newburn).
Am 13. April 1640 trat das Parlament zusammen, weil Karl Mittel für die Bekämpfung der Schotten benötigte. Ein paar Tage später, am 5. Mai 1640, löste er das Parlament wieder auf. Diese Tagungsperiode wurde als Kurzes Parlament bekannt.
Als es schließlich zum Vertrag von Ripon am 26. Oktober 1640 kam, musste Karl beide Grafschaften den Schotten als Pfand überlassen, bis er ihnen ihre Kriegsausgaben ersetzt hatte. Die Lage Karls I. gegenüber dem englischen Parlament war immer schwieriger geworden. Der König brauchte das Parlament, um zu angemessenen Steuereinnahmen zu gelangen, die ihm die Abgeordneten aber nur im Tausch gegen weitere Vorrechte bewilligen wollten. Am 3. November 1640 trat daher das Parlament erneut zusammen. Da es bis 1660 tagte, wird es in der Rücksicht als Langes Parlament bezeichnet. Unter der Führung von John Pym kam es bald zu einem Amtsenthebungsverfahren (Impeachment) vor dem House of Lords gegen Wentworth wegen Hochverrats (wegen angeblicher Aufstachelung irischer Truppen gegen englische). Die Lords sprachen Wentworth frei, worauf das Unterhaus ihn mittels einer Bill of attainder ohne weiteren Prozess zum Tod verurteilte. Karl, der seine Herrschaft bedroht sah, gab nach und bestätigte das Todesurteil gegen Wentworth. So wurde Wentworth am 12. Mai 1641 in London hingerichtet.
In der aufgeheizten Stimmung im England jener Tage löste die Hinrichtung Wentworth großen Jubel in der Bevölkerung aus. Bezeichnender mag aber sein, dass Karl I., als die Revolution acht Jahre später auch seine Hinrichtung durchsetzte, erklärte, sein Tod sei nur eine gerechte Strafe dafür, dass er die Hinrichtung des ihm treu ergebenen Wentworth nicht verhindert habe.
Seine Adelstitel wurden Wentworth aberkannt und erst 1662 für seinen Sohn William Wentworth wiederhergestellt.